# Wetmore (Kansas)
Wetmore – miasto w Stanach Zjednoczonych, w stanie Kansas, w hrabstwie Nemaha.